# Raschel-gép

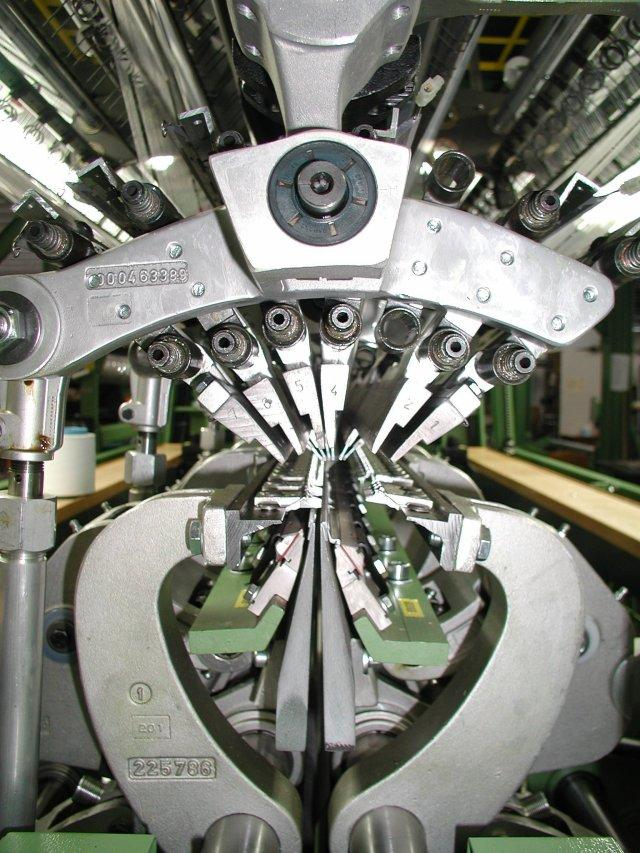
Egy korszerű, két tűágyas, 7-létrás raschel-gép szemképző eszközei oldalnézetben

A raschel-gép a kötőgépek, azon belül a láncrendszerű kötőgépek egyik fajtája. Kezdetben felsőruházati kötöttáruk (kabátok, sálak, kendők), meleg kabátbélés (vatelin) készítésére használták, de a 20. század közepe óta ez kevésbé jellemző, ehelyett főleg a gépi csipke- és csipkefüggöny-gyártás, a fűzők, melltartók alapanyagául szolgáló rugalmas kelmék, valamint műszaki textíliák előállítására készülnek – sokszor igen speciális konstrukciójú – raschel-gépek. Elnevezésének eredete Élisabeth-Félice Rachel, a 19. században élt híres francia színésznő nevéhez fűződik, de ebben a németes írásmódban, sch-val terjedt el.

## Történet
A raschel-gépet 1855-ben az angol Redgate találta fel. Találmányát 1859-ben mutatta be és szabadalmaztatta „Fangkettenstuhl” néven Szászországban.
A hagyomány szerint Redgate találmányát az apoldai Chr. Zimmermann & Sohn cég hasznosította és ennek a vállalatnak az ötlete volt, hogy termékeinek női neveket adjon. Az újfajta gépen előállított kelmét az akkor nagyon híres és népszerű színésznőről, Élisabeth Félice Rachelről nevezte el, mert ő viselte és hozta divatba az ebből készült sálat vagy kabátot.
Redgate gépén két tűágy volt, a későbbiekben áttértek az egy tűágyas kivitelre, majd az újabb időkben ismét gyártanak két tűágyas gépeket, mert ezek alkalmasak arra is, hogy rajtuk cső alakú kelmét is készítsenek például zsákok, vagy újabban egybekötött ruhadarabok gyártására. Azóta a reschel-gép igen nagy fejlődésen ment át. Az eredeti „Fangkettenstuhl” horgas tűkkel működött, később áttértek a kanalas tűk használatára és ma már tolókás és karabinertűkkel is készül.) A gép alapvető felépítése és működésmódja ma is ugyanaz, mint Redgate gépéé, de az idők folyamán, a technikai fejlődéssel mindenkor lépést tartva, természetesen nagyon sok szerkezeti tökéletesítést végeztek rajta, beleértve a ma már magától értetődő, számítógéppel programozható elektronikus vezérlést is. A régi gépek percenként legfeljebb 100–200 szemsor készítésére voltak alkalmasak, a mai korszerű változatokon ez – a gyártott termék anyagától és konstrukciójától is függően – akár a 3000-et is megközelítheti.
A raschel-gép szolgált alapul az egymást keresztező fonalseregek kötéstechnológiai elven alapuló összeerősítésének is, ami a 20. század második felétől egyre nagyobb teret hódít a műszaki textíliák körében (irányított tulajdonságú, ún. multiaxiális vagy multidirekcionális kelmék).

## A gép általános felépítése
A raschel-gép jellemzője, hogy

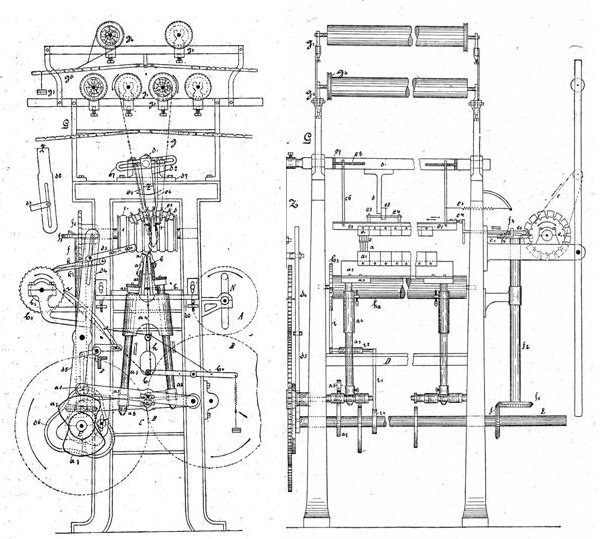
Egy régi típusú raschel-gép felépítése (20. század eleje)

- tűágya – vagy két tűágyas gépen mindkét tűágya – egyenes (azaz nem henger alakú),
- a tűágy(ak) közel függőleges helyzetű(ek),
- a szemek átbuktatása a tű horgán a tűk mögött elhelyezkedő bordás lemez oromzatán megy végbe
- és a kialakult kelme elhúzása függőlegesen lefelé történik, a bordás lemez mögött, két tűágyas gépen a két tűágyhoz tartozó bordás lemezek között.

A tűágyakban sűrűn egymás mellett helyezkednek el a szemeket kialakító tűk, egymástól való távolságukat a gép finomsága jellemzi (a gépfinomságot régebben a 2, ma már az 1 angol hüvelykre, azaz 25,4 mm-re jutó tűk száma jelenti). A láncfonalakat – hasonlóan a szövőgéphez – ún. lánchengerre feltekercselve helyezik el a gépen: A lánchengerek száma megegyezik a gépen működő fonalfektető sínek (ún. létrák) számával, ugyanis minden létrához külön-külön lánchengerről kell a fonalat hozzávezetni. Az egyes fonalakat a létrákban egymás mellett elhelyezett lyuktűk fektetik a tűkre, a kötésmódnak megfelelő rendszer szerint. Alapesetben ugyanannyi lyuktű van egy-egy létrában, mint ahány tű a gép teljes szélességében, de mintás kötéseknél, ahol az adott létrához tartozó fonalakra nincs mindenütt szükség, egyes lyuktűk vagy lyuktű-csoportok el is távolíthatók.
A tűkön elkészült szemekből álló összefüggő kelmét a bordás lemez háta mögött vezetik el függőlegesen lefelé, majd terelő hengereken átjuttatva végül szabályozott feszültséggel feltekercselik.

## Szemképzés

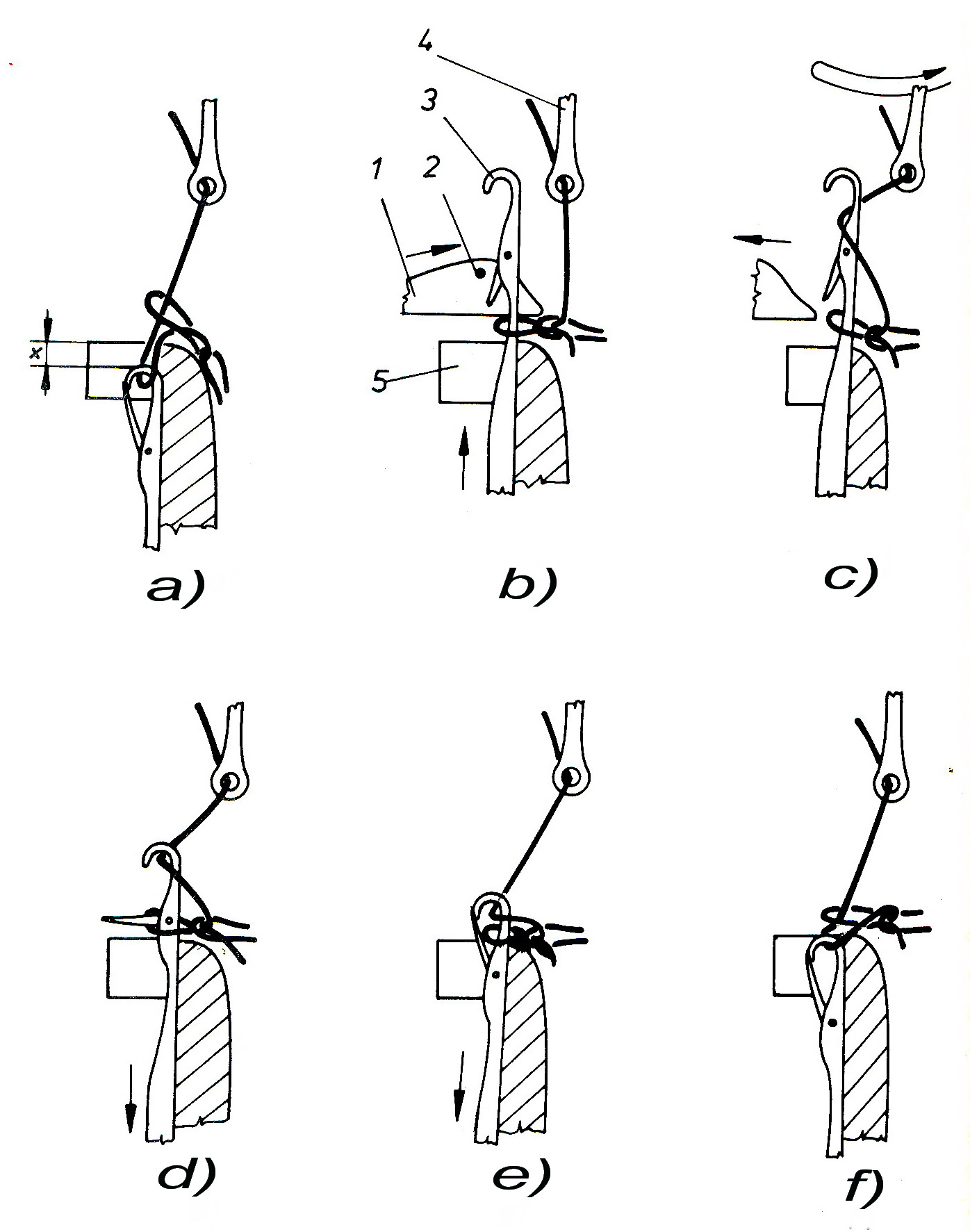
Egy tűágyas raschel-gép szemképzési folyamata kanalas tűvel. – 1: szemvisszatartó fésű, 2: kanál-nyitvatartó huzal, 3: tű, 4: lyuktű, 5: bordás lemez, x: a tű alsó holtpontjának és egyben süllyedésének mértéke a szem kialakításakor (jelentős mértékben meghatározza a szem méretét).

A kanalas tűvel működő raschel-gép szemképzése azzal kezdődik, hogy a tű alsó holtpontjából (a mellékelt ábrán a) felfelé indul. Eközben a horgában lévő, előzőleg már elkészült szemet a szemvisszatartó fésű nem engedi a tűvel együtt emelkedni, így az belülről kinyitja a horgot lezáró kanalat és alá csúszik (b ábra). Hogy a kanál ne csapódhasson vissza, ezt a kanál-visszatartó huzal akadályozza meg, amely végighúzódik a tűágy előtt. Amikor a tű emelkedése során eléri a legfelső holtpontját, a lyuktű, amely addig a tű mögött volt, a tű egyik oldalán előre lendül, a horog felőli oldalon megkerüli a tűt, majd annak másik oldalán visszalendül (c ábra). Eközben a lyuktűbe fűzött fonalat a tű nyitott horgába fekteti. A tű ezután süllyedni kezd, a korábban elkészült szem, amit a bordás lemez felső éle megtámaszt, hátulról megemeli a tűkanalat és rácsapja a horogra, bezárva ezzel az újonnan fektetett fonalat (d ábra). A tű további süllyedése során a szem a kanál hátán csúszik végig (e ábra), amíg a tű horga a bordás lemez felső éle alá nem ér, ekkor a szem leesik a tűről és fennakad a horogban levő újonnan fektetett fonalon (f ábra), amiből a tű további süllyedése során kialakul az új szem. Ez a folyamat ismétlődik rendszeresen a gép működése során.
Lényegében ugyanez a folyamat játszódik le tolókás vagy karabinertűk esetén is, csak a tű kialakításából eredő sajátosságok figyelembe vételével a szerkezeti megoldás némileg eltérő.
Két tűágyas gépen a fent vázolt folyamat felváltva megy végbe a két tűágy tűin, amelyek háttal, pontosan egymás mögött helyezkednek el.

## A raschel-gépi kelme szerkezete

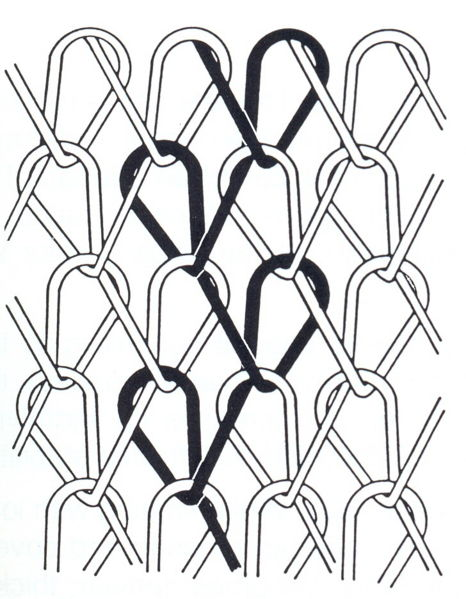
A legegyszerűbb egylétrás láncrendszerű kelme szerkezete

Az egy tűágyas kelme alap-kelmeszerkezetében a láncfonalakból két szomszédos tűn felváltva képeznek szemeket. Ezek a szemek összekapcsolódnak a szomszédjaikkal és ez alkotja az összefüggő kelmét.
A raschel-gépeken általában nem csak egy létra működik, hanem legalább kettő, de a dús mintázatú csipkék készítésére szolgáló gépeken akár 48 is lehet. Ezek a létrák egymás mögött helyezkednek el, úgy, hogy kiinduláskor, a tűk mögötti helyzetükben a rájuk szerelt lyuktűk pontosan egy vonalban vannak, mégpedig épp a két tű között kialakuló réssel szemben. Ez teszi lehetővé, hogy a szemképzés folyamatában zavartalanul átlendülhessenek a tűk között. További oldal irányú – a tűsorral párhuzamos irányú – mozgásukat azután már a kialakítandó minta határozza meg.
A létrák számától és a tűk mögött (a horoggal ellentétes oldalon) végzett oldalirányú elmozdulásuktól függően – amit a gép mechanikus és/vagy elektronikus mintavezérlő berendezése határoz meg a betáplált program szerint – a raschel-gépeken igen változatos kötésmódok valósíthatók meg. A mintázási lehetőségeket további szerkezetek alkalmazása is bővítheti.
Külön kategóriát képeznek az ún. jacquard-raschelgépek, amelyeken nem csak a létrák oldal irányú mozgását lehet programozni, hanem ehhez kapcsolódóan az e célra szolgáló külön létrán az egyes lyuktűkét is. Ezt a megoldást elsősorban a csipke és csipkefüggöny készítésére szolgáló raschel-gépeken alkalmazzák.

## Alkalmazási területek

### Csipkék és függönyök

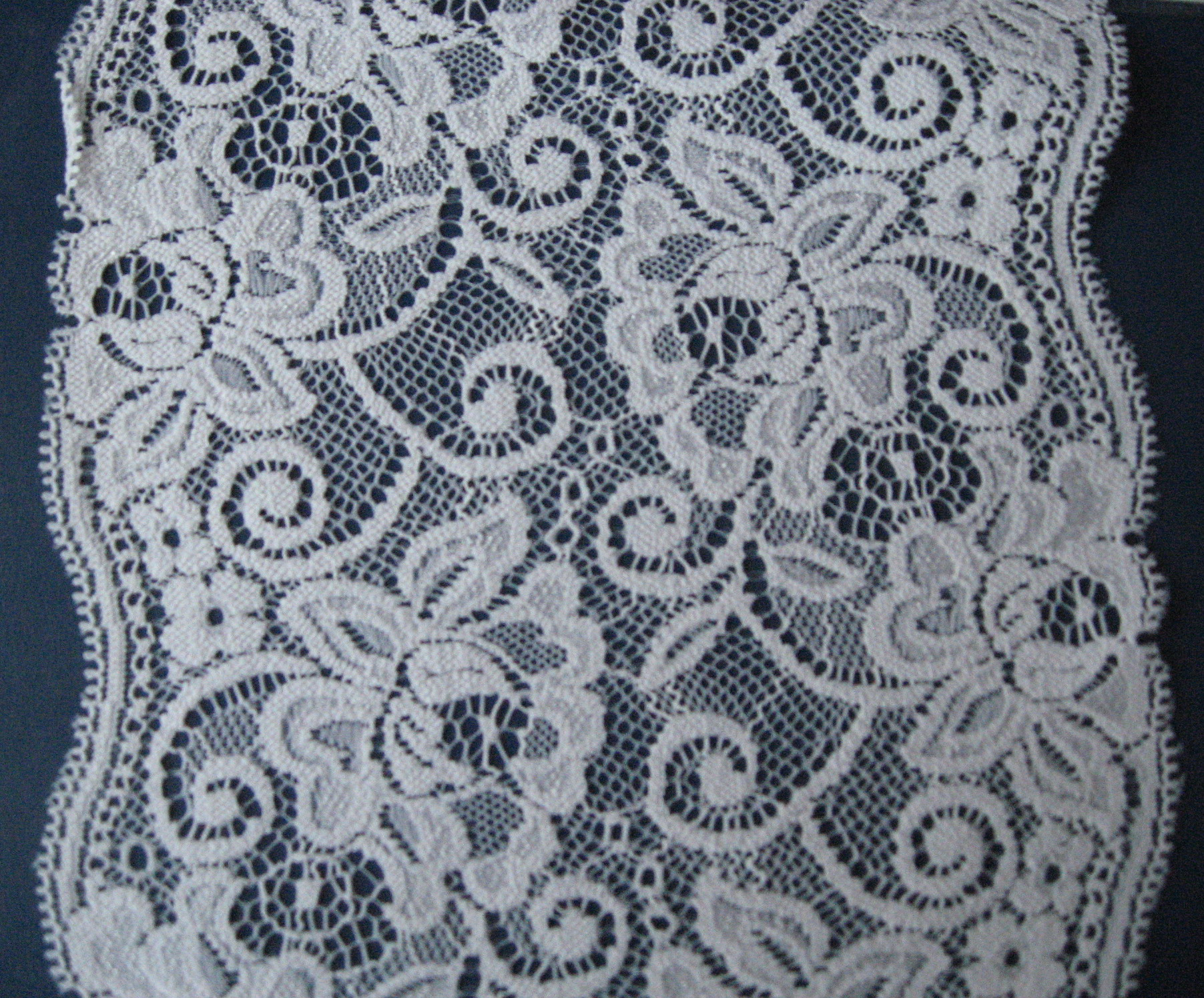
Raschel-gépen készült csipkeszalag

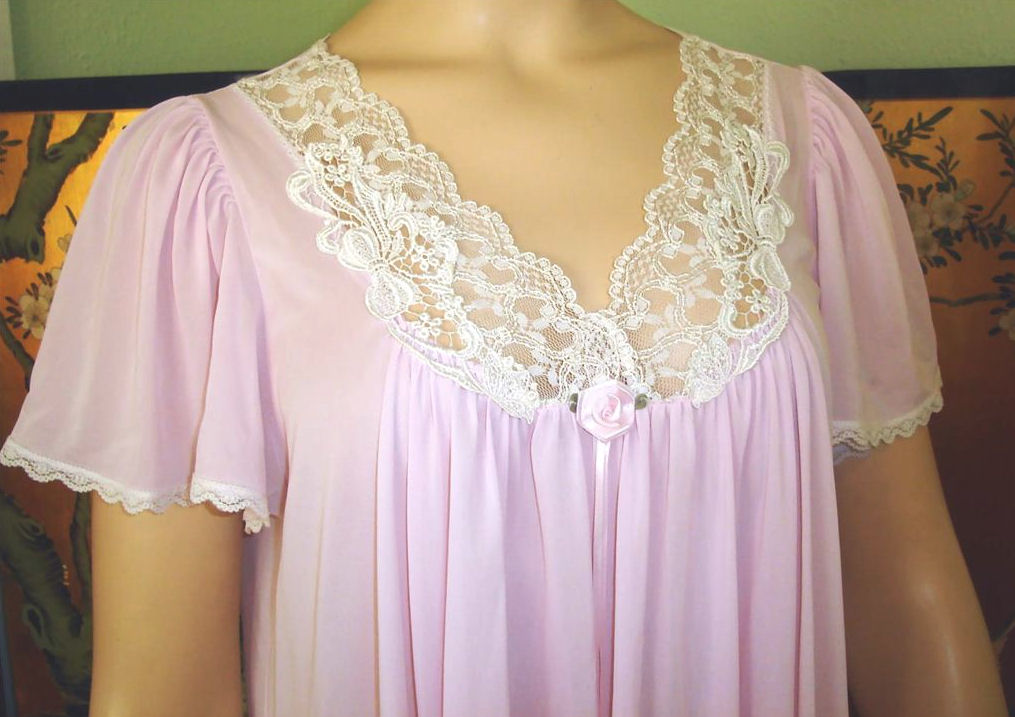
Raschel-gépi csipkével díszített hálóing

Manapság a raschel-gépek egyik legelterjedtebb alkalmazási területe a ruházati cikkeken és lakástextíliák (függönyök, terítők) formájában alkalmazott csipkék előállítása. Ezeket a gazdagon mintázott, kötéstechnológiailag bonyolult kelméket igen gyakran jacquard-raschelgépen állítják elő. Anyaguk általában poliamid- vagy poliészter-filamentfonal. A rugalmas csipkeszalagok (amiket például női alsónadrágok derekában, nadrágszárának alján alkalmaznak), elasztánfonalat is tartalmaznak. A csipkefüggönyök poliészterből készülnek, mert ez kiváló fényállóságú anyag.

### Fűzőkelmék

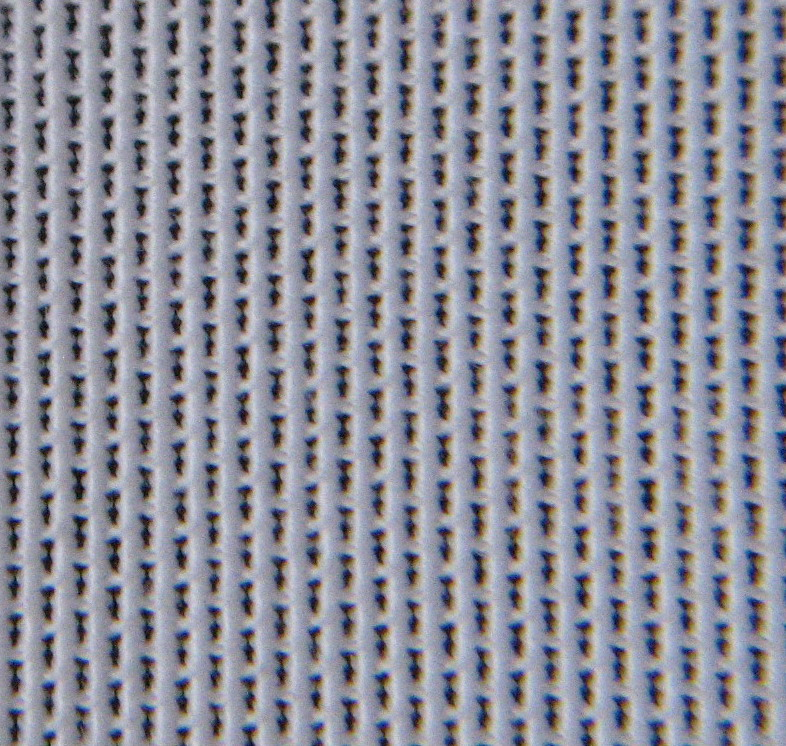
Sima (mintázatlan) fűzőkelme

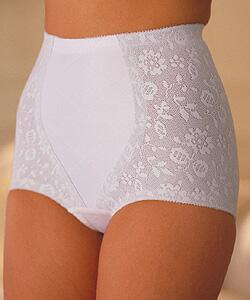
Csípőszorító raschel-gépen készült mintás fűzőkelméből

A textilipar szaknyelvében fűzőkelmének nevezett kelmetípus is raschel-gépen készül. Jellegzetessége, hogy a gyártásához használt többnyire poliamid fonal mellett jelentős hányadban tartalmaz elasztánfonalat, ennek köszönhető nagy rugalmassága és szorítóereje. Ez a szorítóerő nagy mértékben függ az elasztánfonal vastagságától, a kelme tömegére számított százalékos arányától és a kelmekonstrukciótól. Gyakran készítik mintás változatban is. Felhasználják különféle alakformáló fehérneműk, melltartók gyártásához, valamint gyógyászati segédeszközként is, ahol nagy szorítóerejét használják ki.

### Műszaki textíliák

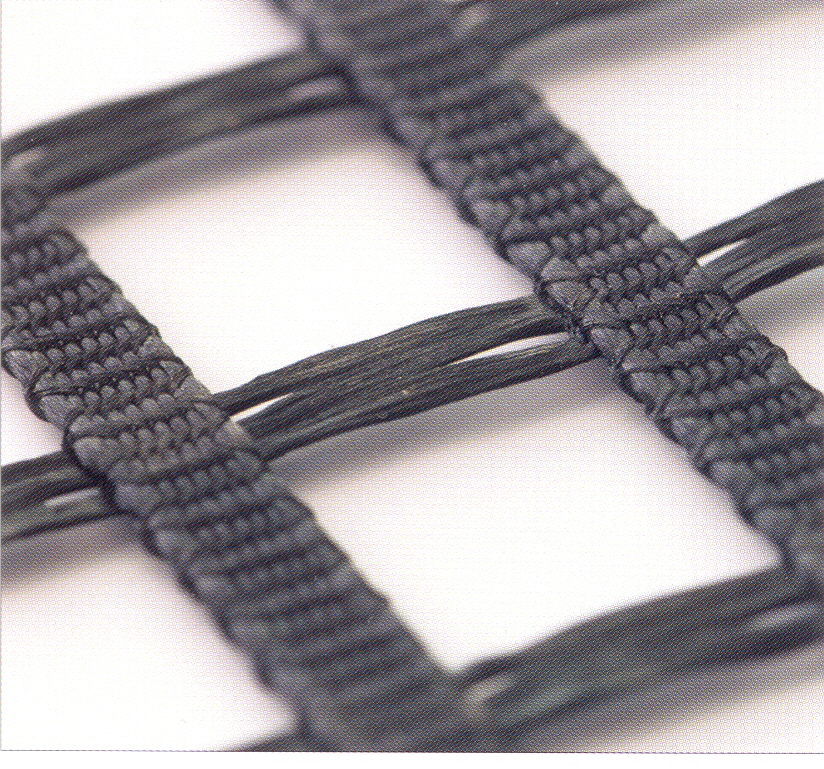
Raschel-gépen kötött georács

A műszaki textíliáknak az utóbbi évtizedekre jellemző nagy fokú előretörése óta a raschel-gépek fejlesztése is új irányt vett és kialakultak speciális típusaik, amelyek nem egyszer bizonyos speciális műszaki textíliák előállítására szolgáló célgépek. A műszaki textíliák igen sokféle fajtája készül raschel-gépen: különféle csomómentes hálók, geotextíliák, sportszerek, csomagolóanyagok, kompoziterősítő anyagok, valamint kötszerek és gyógyászati segédeszközök anyagai stb. Két tűágyas raschel-gépen varrat nélküli zsákokat, csomagolóhálókat, sőt egyenes vagy elágazásos mesterséges ereket (érprotéziseket) is készítenek.

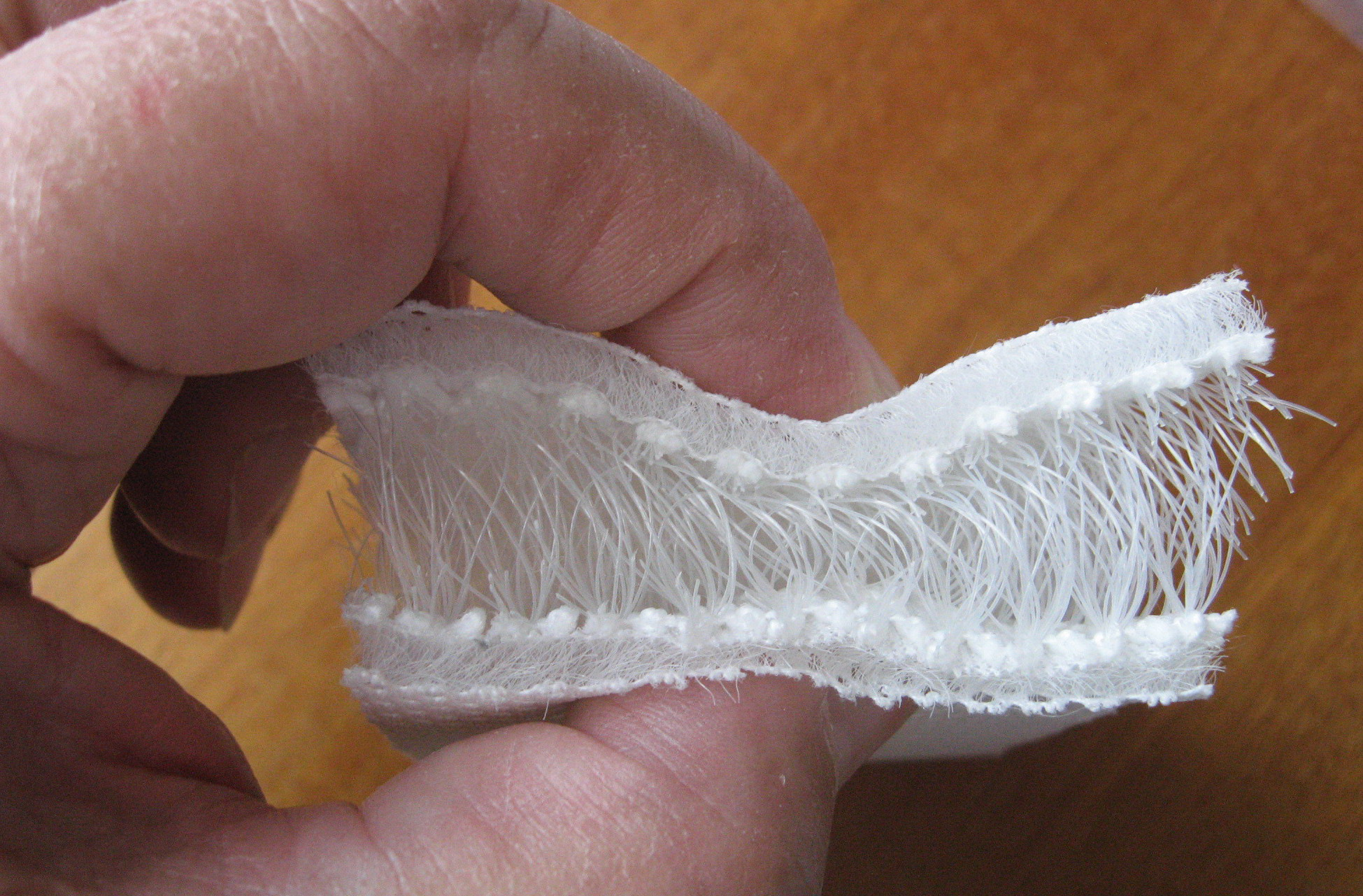
Üreges kelme

Egyre többféle alkalmazásban jelennek meg a két tűágyas raschel-gépeken előállítható üreges kelmék, amelyeket az jellemez, hogy a két tűágyon egymástól függetlenül készített két kelmeréteget egy nagyjából rájuk merőlegesen elhelyezkedő, viszonylag vastag monofilból (vékony műanyag huzalból) készült fonalhalmaz kapcsolja össze, amely rugószerűen működik és így a kelme vastagságában rugalmasan összenyomható. Ezt a terméket habszivacs rétegek helyett sokféle célra használják pl. a bútor- és a cipőiparban, a gyógyászati segédeszközök gyártásában, műanyag kompozitok vázanyagaként stb.

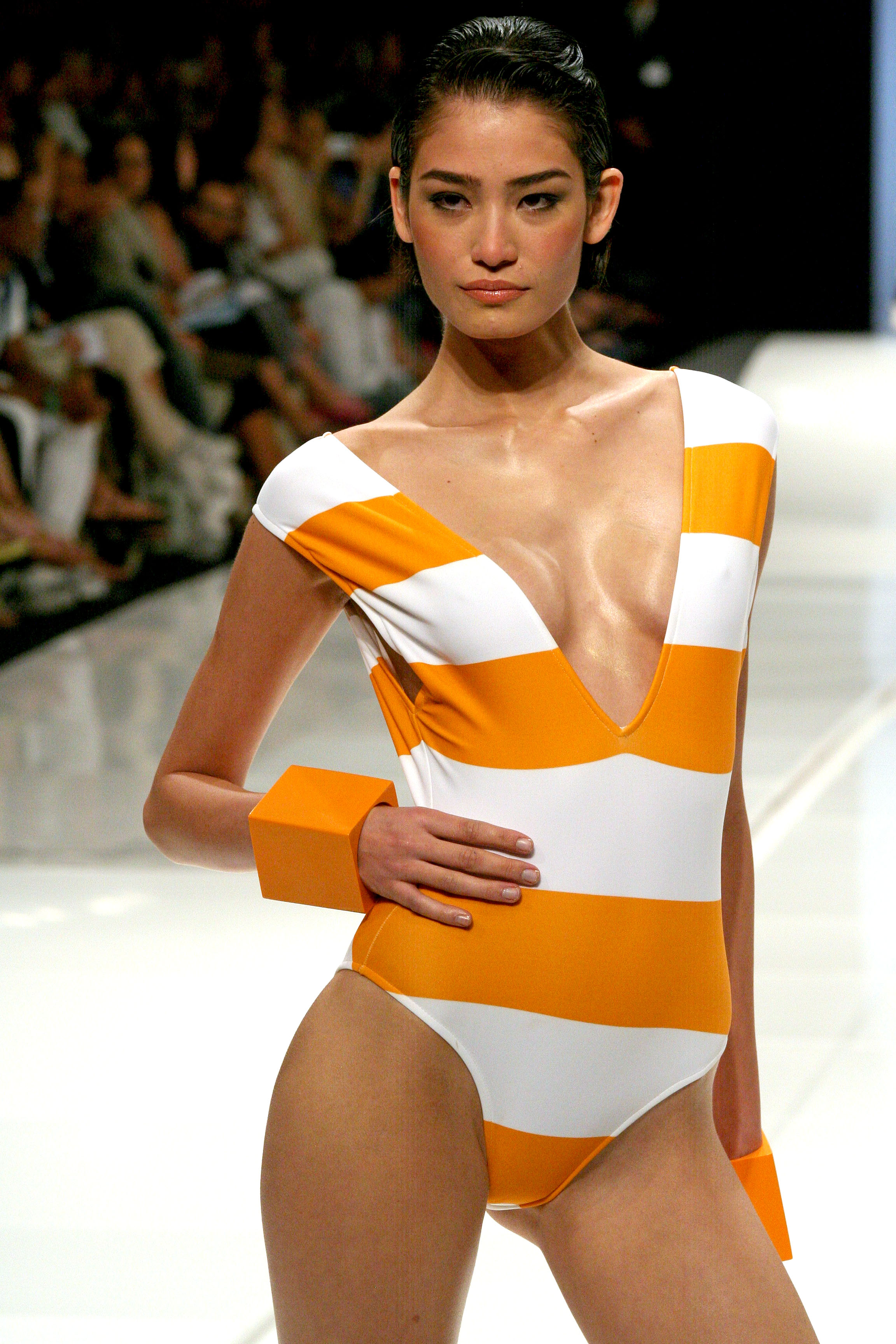
Egyrészes fürdőruha - egybekötött ruhadarabként akár két tűágyas raschel-gépem is készülhetett volna

### Egybekötött ruházati termékek
A két tűágyas raschel-gépek cső alakú kelme készítésére is használhatók, így ezeken egybekötött ruhadarabok is előállíthatók. Készülnek így például csipkekötésű női nadrágok, harisnyanadrágok (akár ötujjas változatban is!), fürdőruhák stb.

## Külső kapcsolatok
- A Karl Mayer cég honlapja
- A Liba cég honlapja
- A Santoni cég honlapja
- A Comez cég honlapja
- A Jakob Müller cég honlapja